# Ołeksandr Zinowjew
Ołeksandr Mychajłowycz Zinowjew (ukr. Олександр Михайлович Зінов'єв; ros. Александр Михайлович Зиновьев, Aleksandr Michajłowicz Zinowjew, ur. 3 maja 1961 w Charkowie – zm. 21 lutego 2005 w Cincinnati, USA) – ukraiński kolarz szosowy reprezentujący też ZSRR, dwukrotny mistrz świata.

## Kariera
Pierwszy sukces w karierze Ołeksandr Zinowjew osiągnął w 1983 roku, kiedy wspólnie z Jurijem Kaszyrinem, Ołehem Czużdą i Siergiejem Nowołokinem zdobył złoty medal w drużynowej jeździe na czas na mistrzostwach świata w Altenrhein. Wynik ten reprezentacja Związku Radzieckiego w składzie: Ołeksandr Zinowjew, Igor Sumnikow, Wiktor Klimow i Wasilij Żdanow powtórzyła na mistrzostwach świata w Giavera del Montello w 1985 roku. Ponadto w 1984 roku wygrał niemiecki Niedersachsen-Rundfahrt, i Vuelta a Cuba rok później, a w 1987 roku zajmował drugie miejsce w klasyfikacji generalnej brytyjskiego Milk Race oraz wyścigu Dookoła Bułgarii. Dwukrotnie zdobywał mistrzostwo ZSRR: w 1983 roku w drużynowej jeździe na czas, a rok później w wyścigu ze startu wspólnego amatorów. Nigdy nie wystąpił na igrzyskach olimpijskich.